# Bahnpostgebäude (Worms)

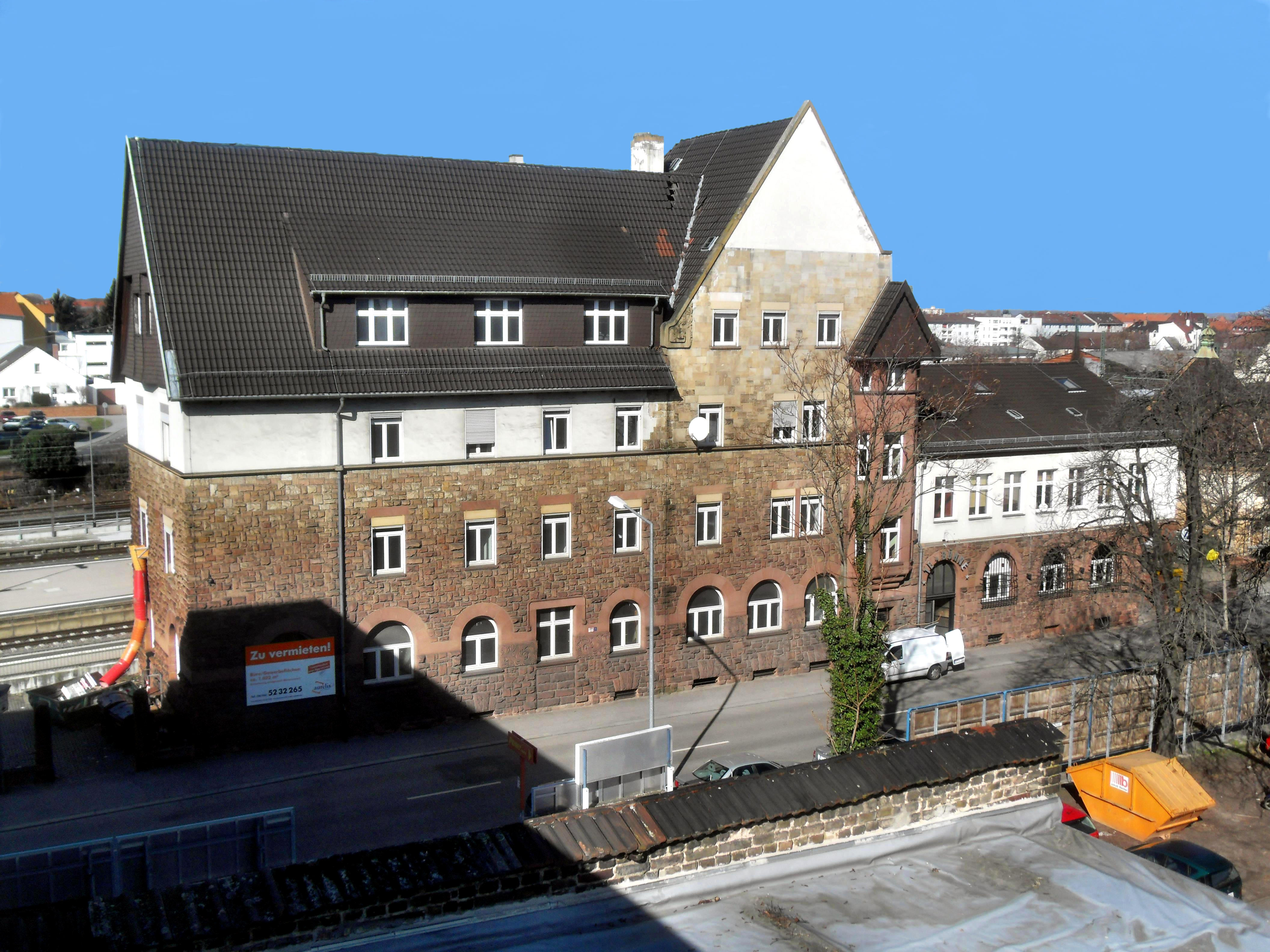
Bahnpostgebäude Worms

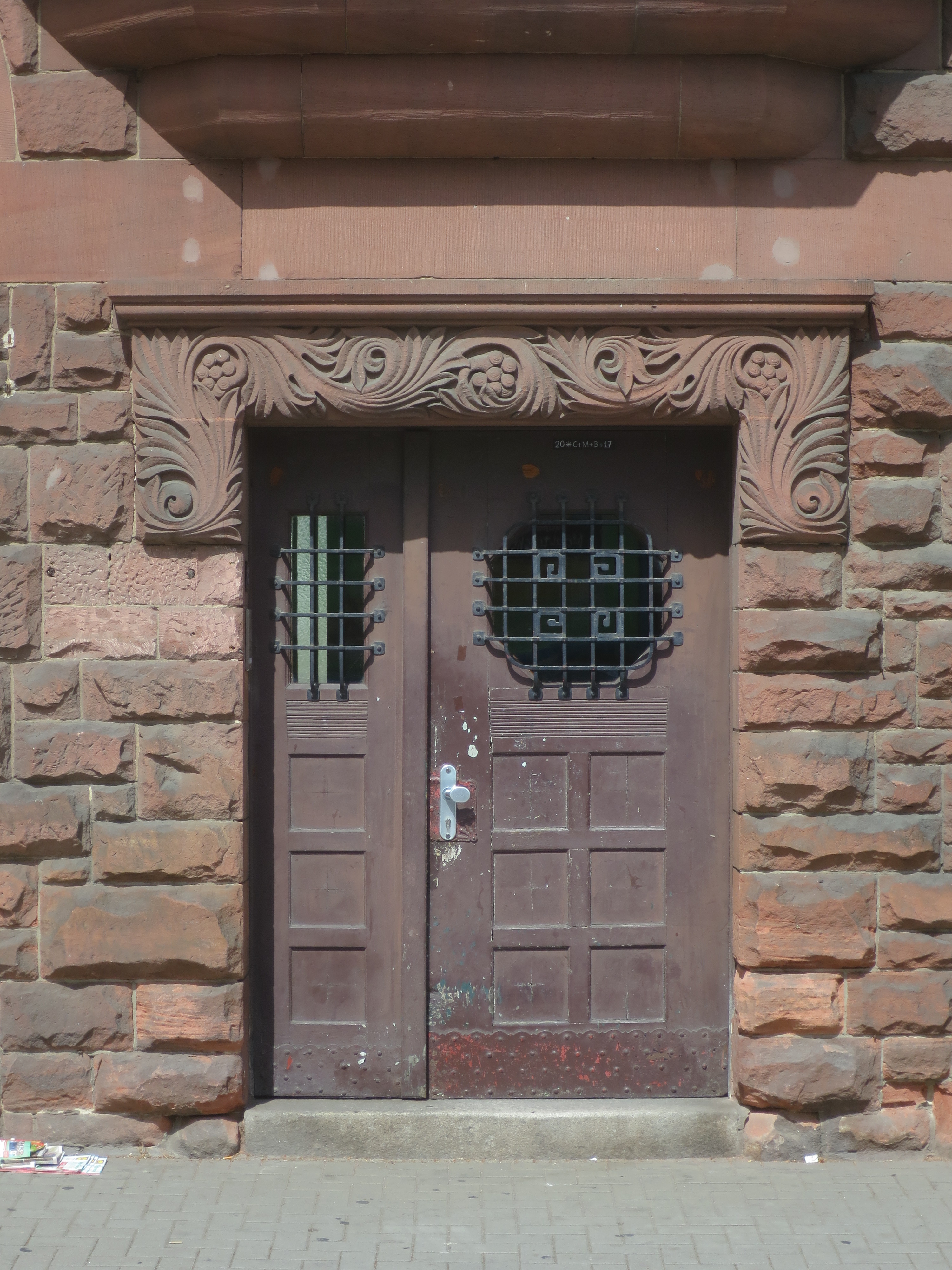
Eingang

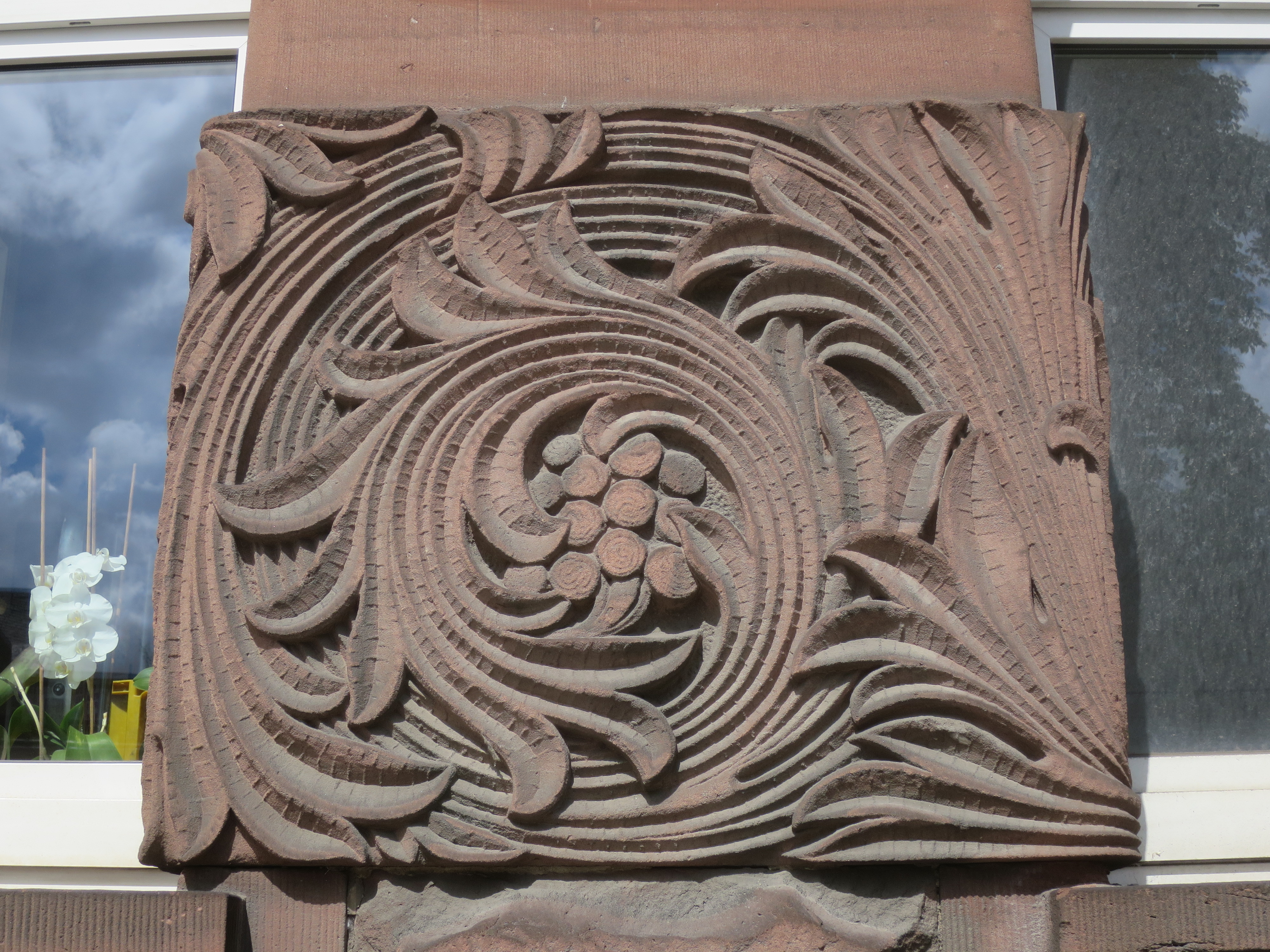
Baudetail

Das Bahnpostgebäude in Worms, Rheinland-Pfalz, ist ein Kulturdenkmal.

## Geschichte
Das Gebäude liegt südlich des Empfangsgebäudes des Wormser Hauptbahnhofs in der Bahnhofsstraße 3–5 und entstand zeitgleich mit dem Empfangsgebäude in den Jahren 1901 bis 1903. Es diente der Bahnpost zum Umladen der Postsendungen von und auf die Eisenbahn. Im Zweiten Weltkrieg erlitt es bei Luftangriffen erhebliche Schäden vor allem in den oberen Stockwerken und wurde anschließend nur in vereinfachten Formen wieder aufgebaut.

## Gebäude
Das Gebäude wurde – angeglichen an den Stil des benachbarten Empfangsgebäudes – in Formen der Neuromanik errichtet und weist dekorative Verzierungen des Jugend- und Heimatstils auf. Die Fenster des Erdgeschosses haben Rundbogen, zwischen den Fenstern sind einige mit Ornamenten geschmückte Steine eingefügt. Das Gebäude besteht aus zwei Teilen: Einem südlichen, vierstöckigen Hauptgebäude (einschließlich ausgebautem Dachgeschoss) mit einem verzierten Erker und einem nördlichen zweigeschossigen Vorbau. Der Eingangsbereich des Gebäudes ist als Loggia ausgeführt. Seine Eingangstüren sind teilweise noch die originalen Türen aus der Erbauungszeit.

## Denkmaleigenschaft
Das Gebäude ist heute nach dem Denkmalschutzgesetz des Landes Rheinland-Pfalz als Kulturdenkmal eingestuft.